# جوليتاجي
جوليتاجي (بالكورية 줄타기) أو الأوريوم ( 어름> ) هو الأداء الكوري التقليدي للمشي على حبل مشدود. وهي مدرجة في الممتلكات الثقافية غير المادية الهامة في كوريا الجنوبية رقم 58.

## الاصول
لا يوجد اثر على تاريخ نشأة هذا الأداء البهلواني. ويفترض بعض المتخصصين أنها ظهرت خلال عصر مملكة سيلا ومملكة كوريو. أصبحت أكثر شهرة في عصر مملكة جوسون وما زالت موجودة حتى يومنا هذا.
يختلف اسلوب الجوليتاجي عن أساليب المشي على الحبل المشدود في البلدان الأخرى، لأنه عادةً ما يكون مصحوبًا بعزف الموسيقى من خلال سرد قصة للترفيه عن المشاهدين.  يقام الجوليتاجي في العطل الرسمية في كوريا الجنوبية.
تقدم القرية الشعبية الكورية في العاصمة سيول هذه المسرحية للترفيه عن السياح. كما تم تقديمه في المناسبات التي تقام في القصر الملكي، أو في خلال وجود كبار المسؤولين الحكوميين أو في مهرجانات القرية. يتكون أداء المشي على الحبل المشدود من لاعب الحبل والمهرج وعازفي الآلات الموسيقية.

## طريقة المشي

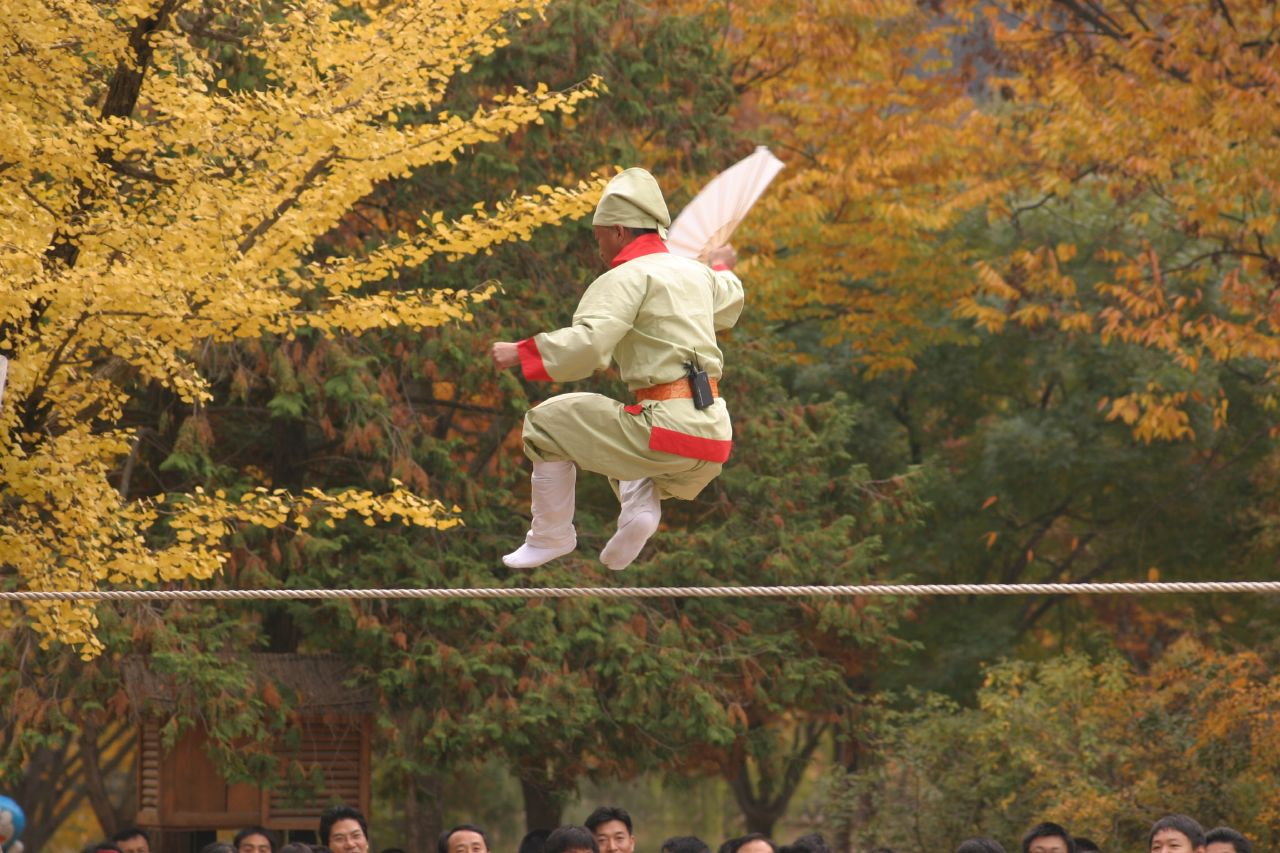
عرض الجولتاجي في القرية الشعبية الكورية

هناك أكثر من 40 نوعًا من تقنيات الجولتاجي منها المشي على حبل مشدود كحركة أساسية، والمشي العكسي عليه، والقفز بقدم واحدة عليه، والجلوس والاستلقاء عليه، وأحيانًا التظاهر بالسقوط. وهناك خدعة أخرى متقنة للمشي على حبل مشدود وهي القفز للأعلى بعد الركوع على الحبل المشدود بركبة واحدة ثم الهبوط على الحبل في وضعية الجلوس القرفصاء. يستطيع بعض خبراء المشي على الحبل المشدود القفز إلى الأمام أثناء الوقوف على الحبل دون السقوط. 

## الاعمال الفنية
- فيلم الملك والمهرج[3]
- رواية يوليو (حبل) (이청준، يي تشونغ جون ، 李淸俊)

## معرض الصور

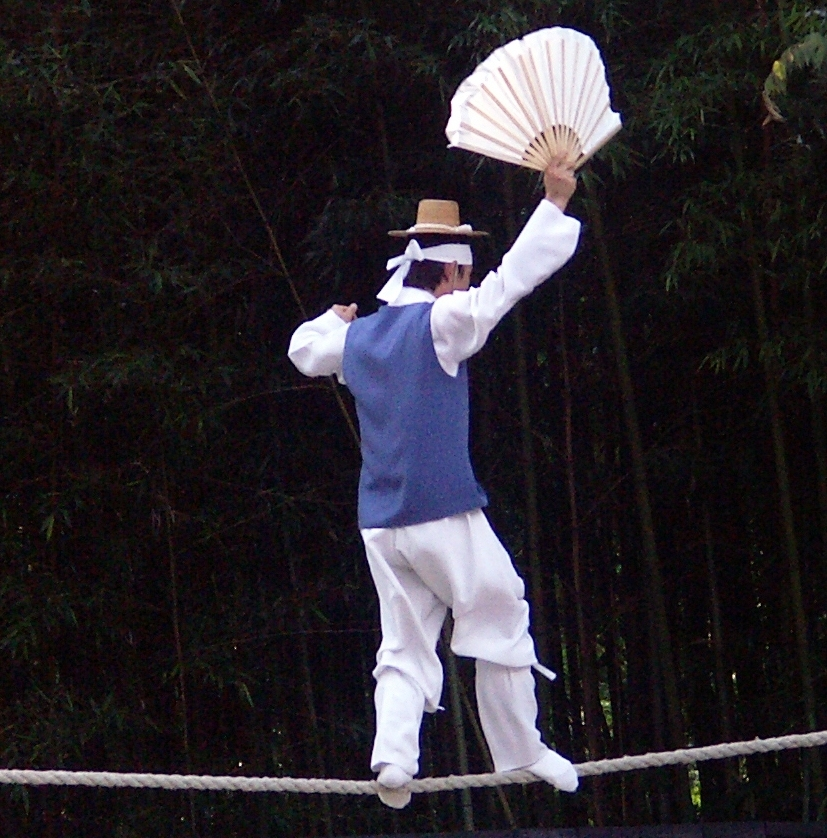
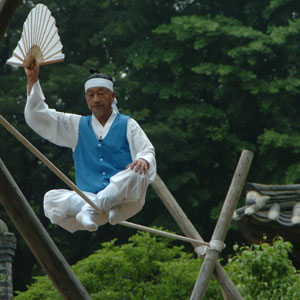
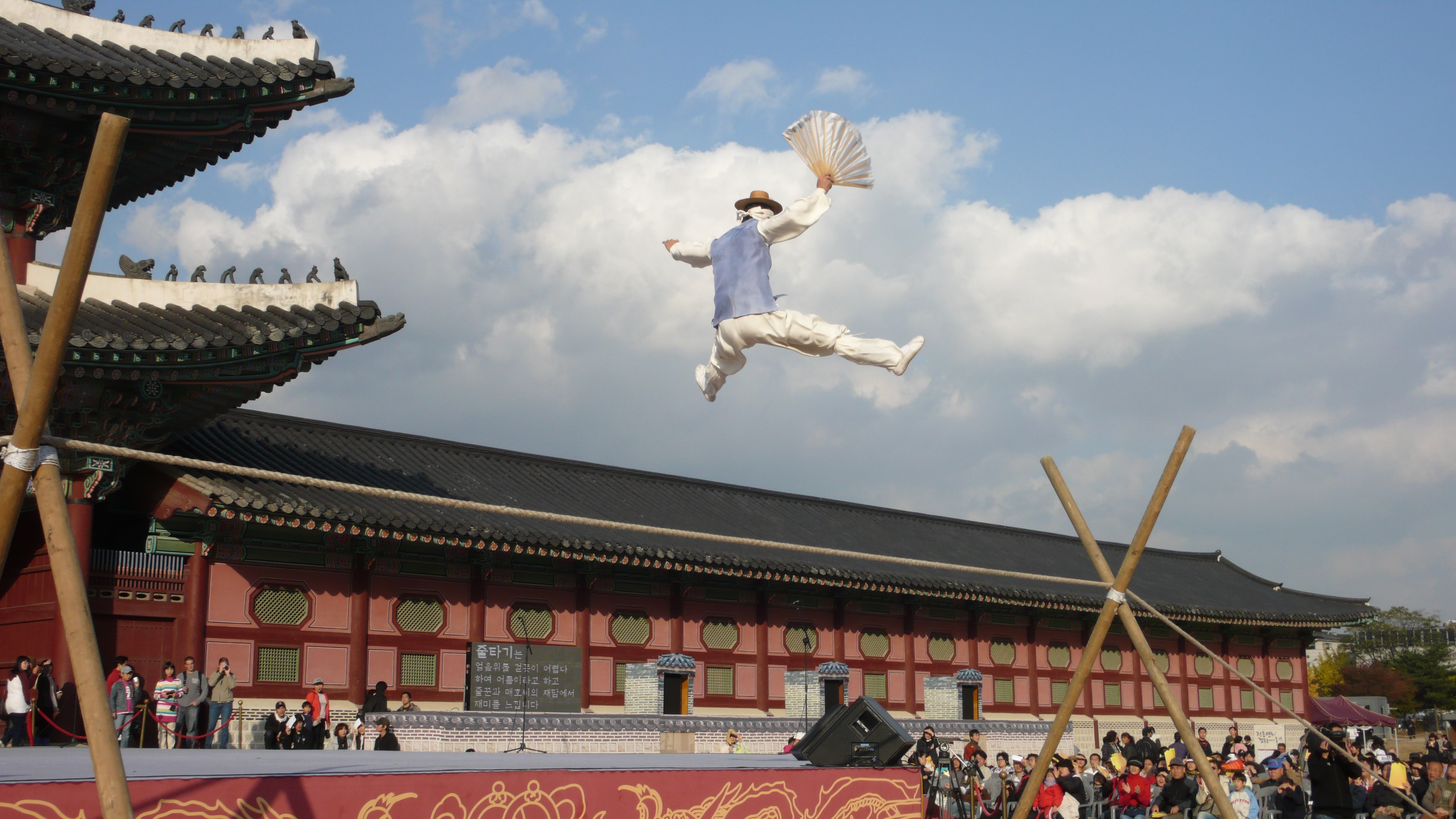
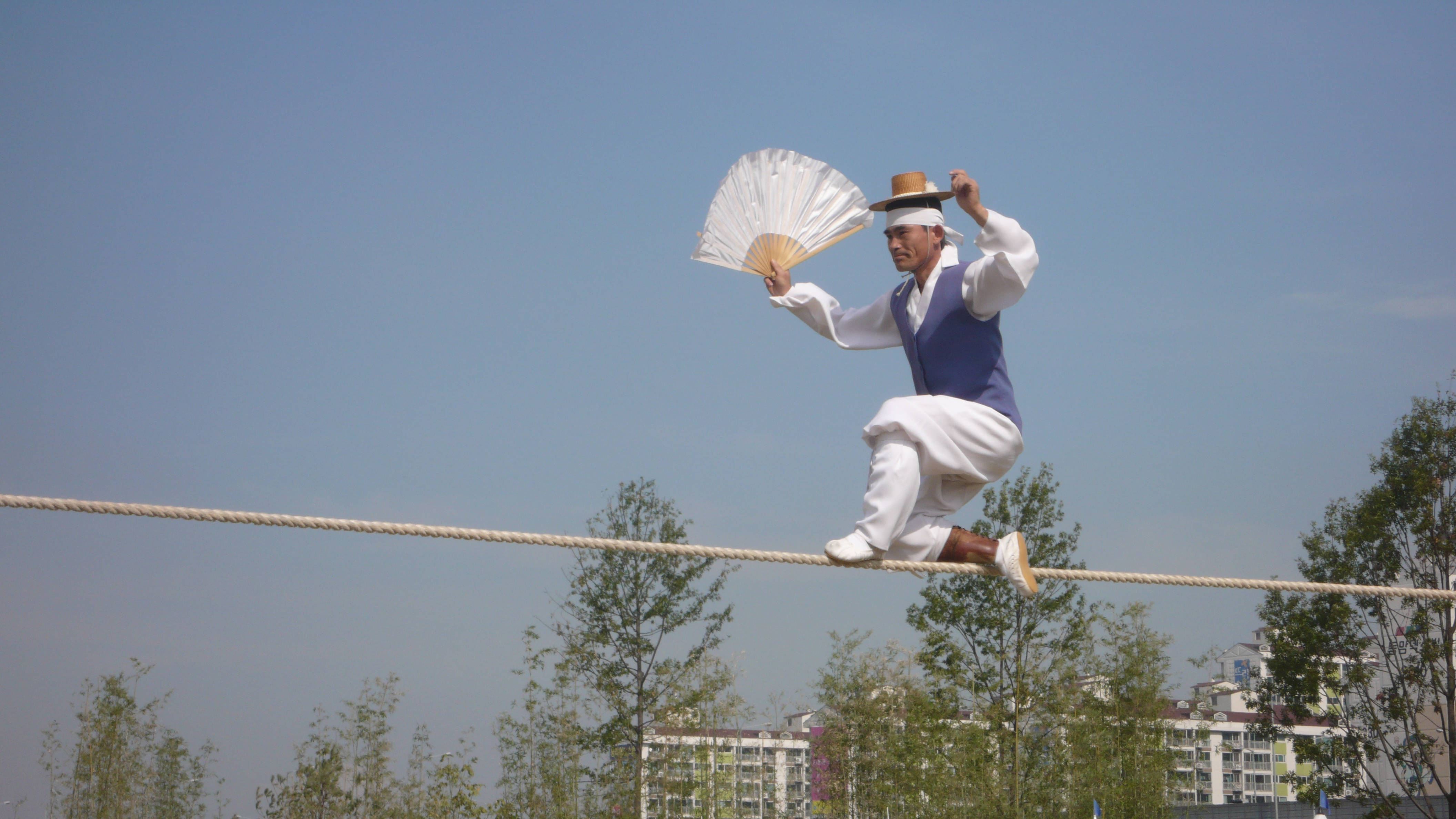
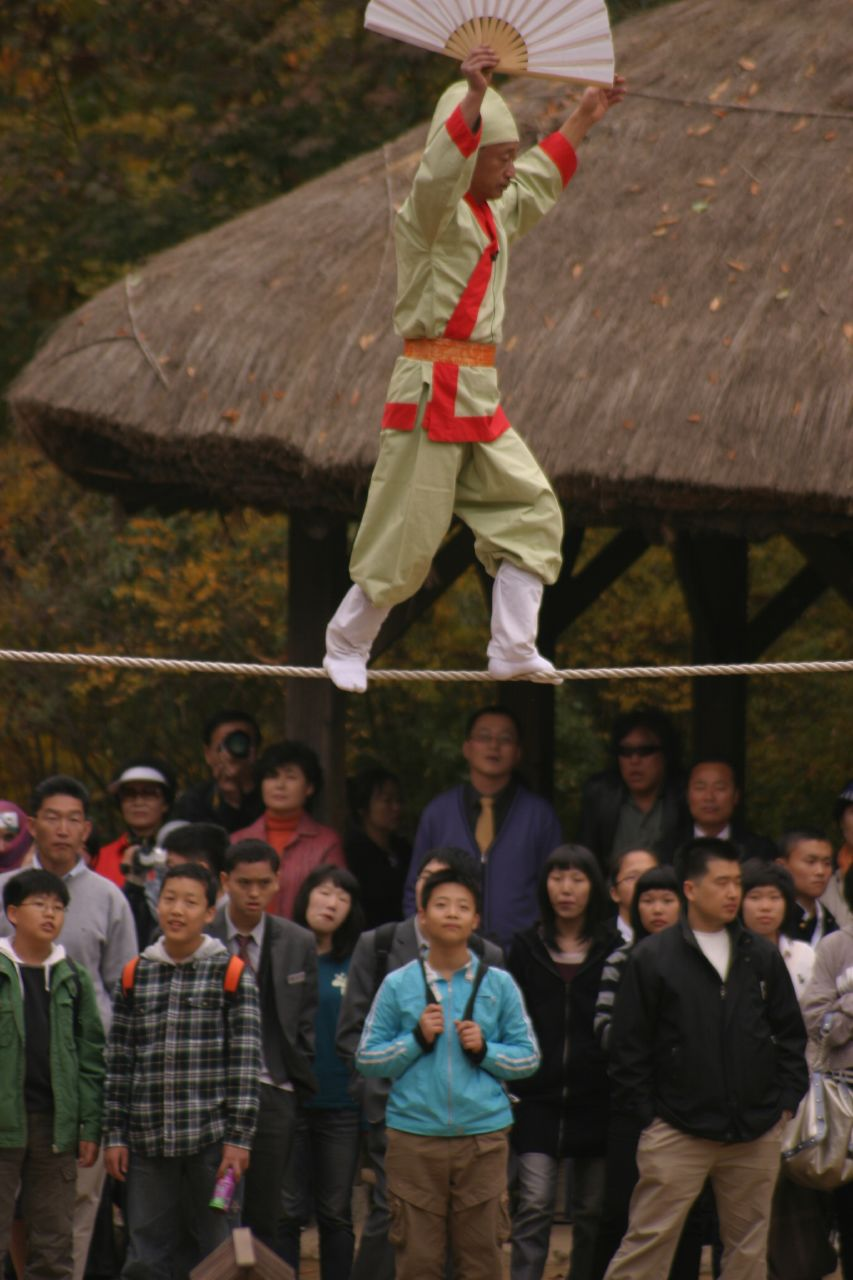
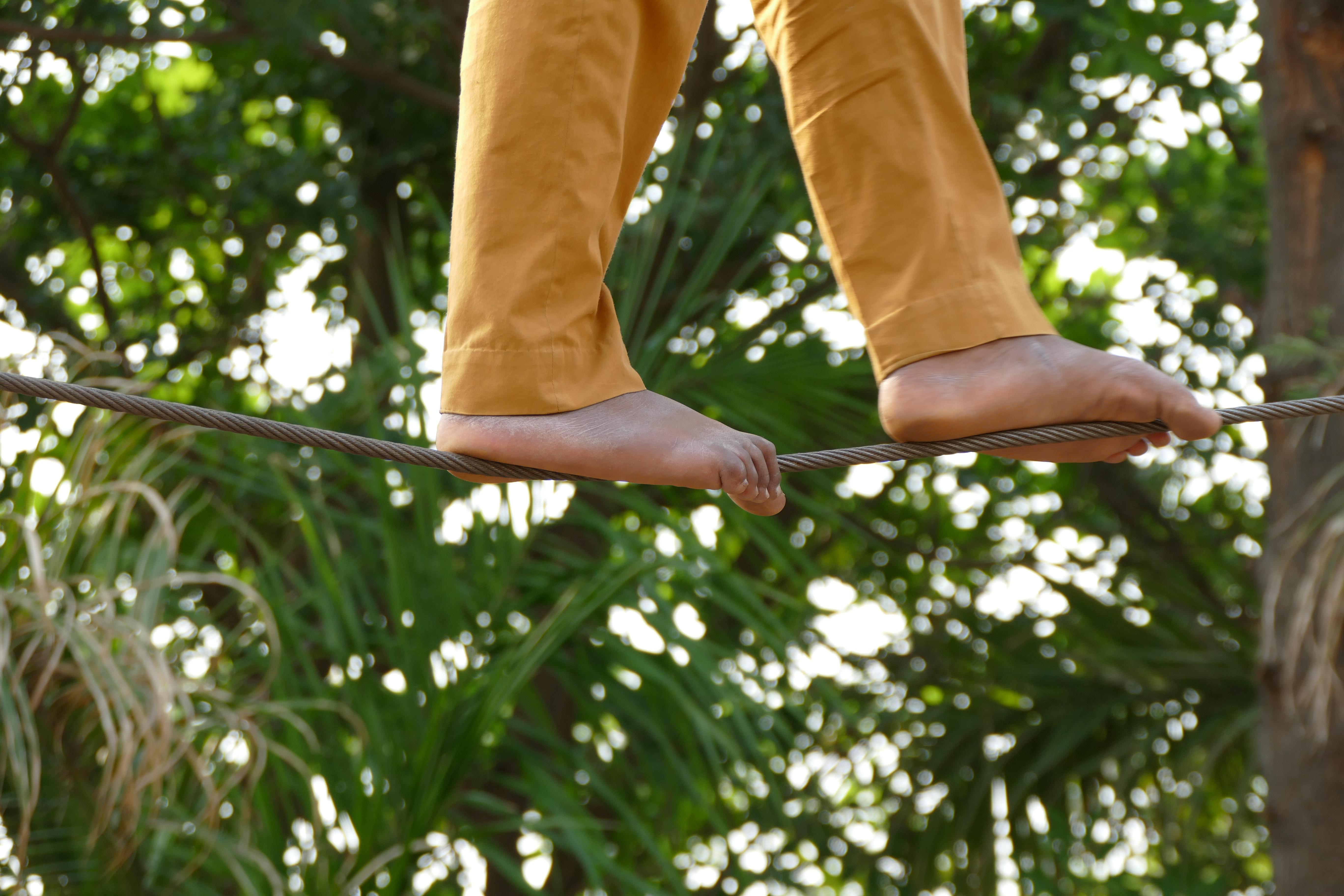
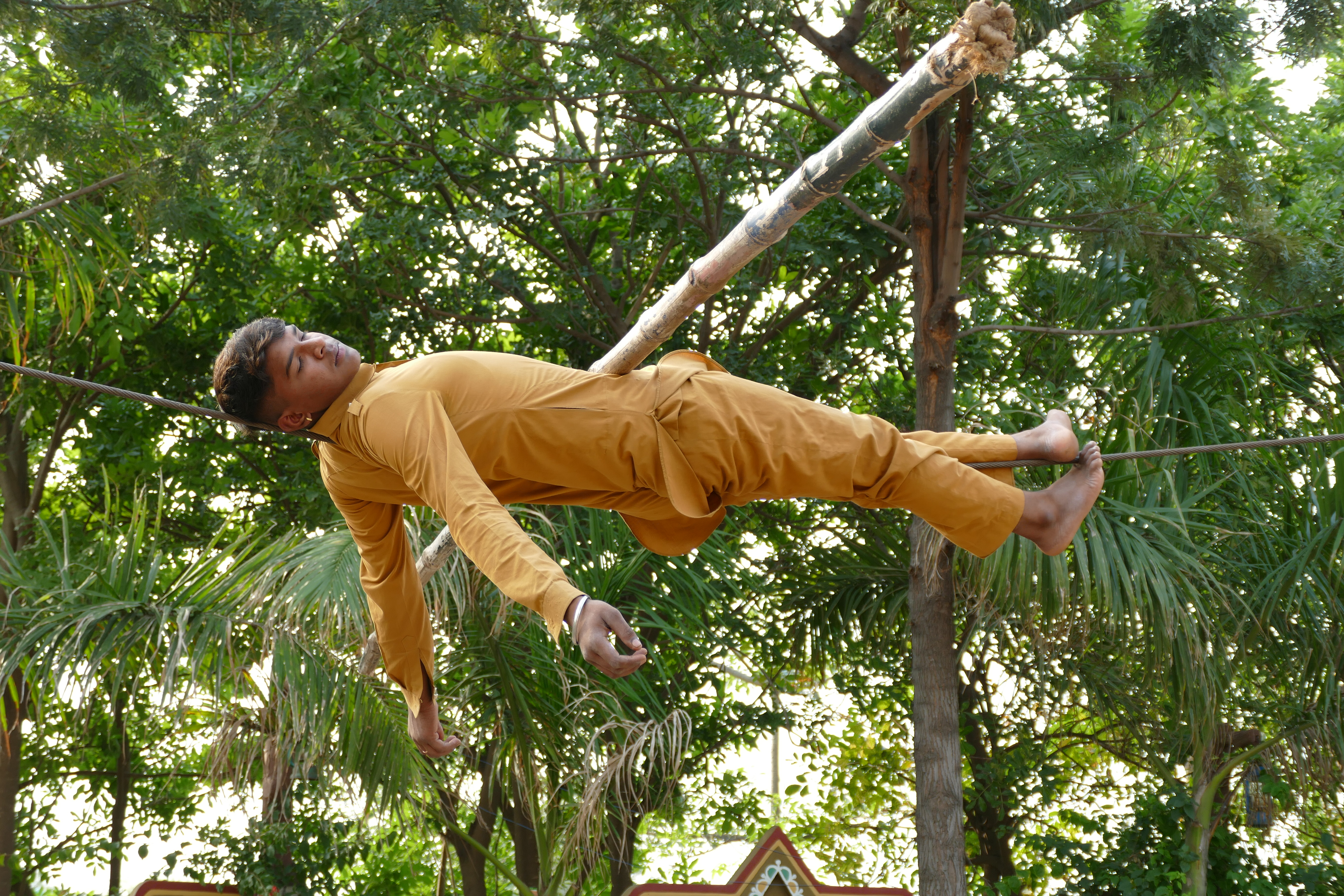
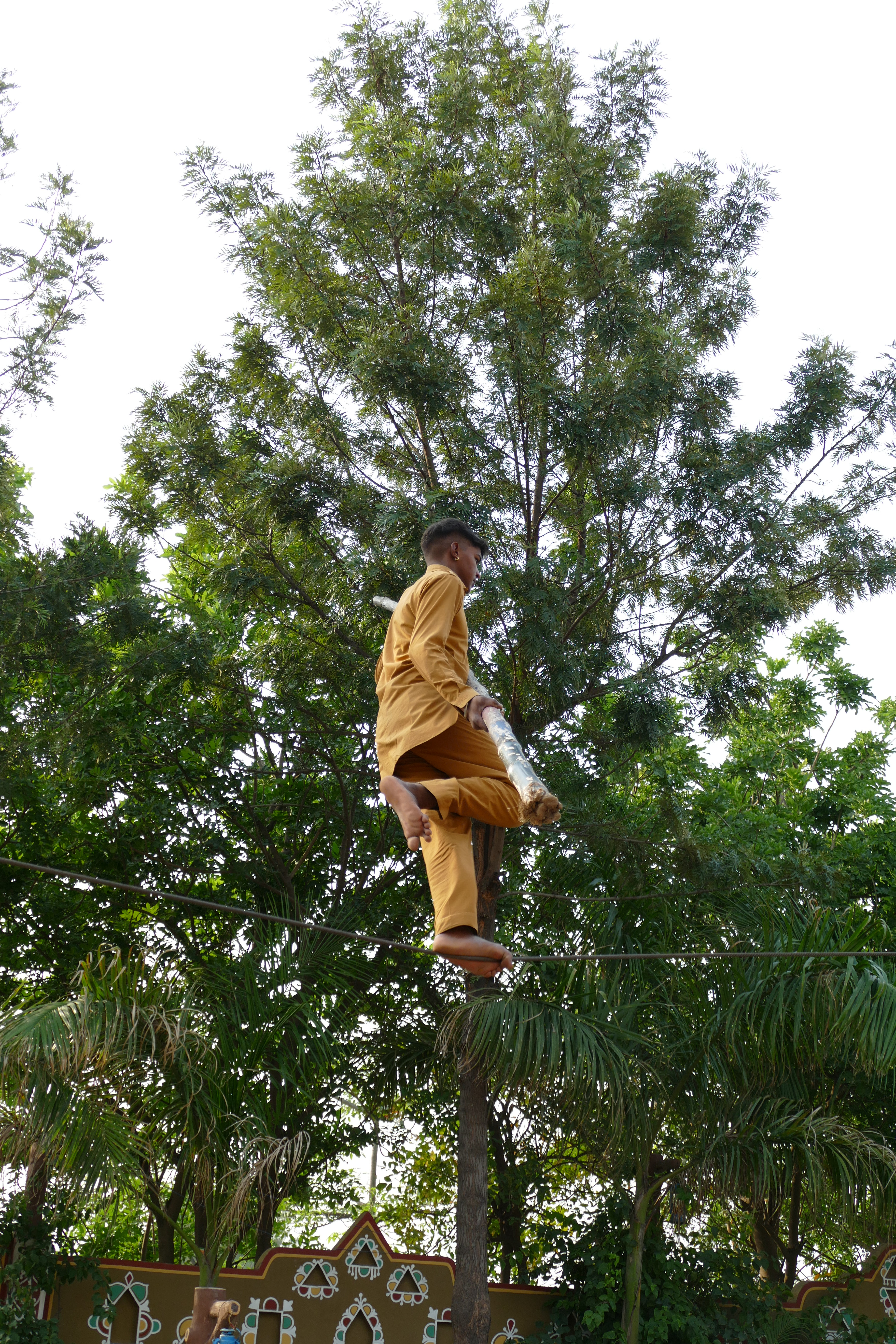

## أنظر أيضا
- الثقافة الكورية
- بونجمول
- جولداريجي
- المشي على الحبال
- حبل المشي المشدود

## روابط خارجية
- 줄타기 باللغة الكورية